# سفارة سلوفينيا في فنلندا
سفارة سلوفينيا في فنلندا هي أرفع تمثيل دبلوماسي لدولة سلوفينيا لدى فنلندا. تقع السفارة في وهي تهدف لتعزيز المصالح السلوفينية في فنلندا.

## وصلات خارجية
- قائمة سفارات سلوفينيا
- قائمة السفارات في فنلندا